# Rajya Sabha
El Rajya Sabba (Consell dels Estats) és la cambra alta del Parlament de l'Índia. Segons la Constitució de l'Índia té un màxim de 250 escons. La majoria dels escons de la cambra són elegits de forma indirecta pels governs dels estats i territoris de l'Índia i el president de l'Índia en pot escollir 12 per les seves contribucions a l'art, la literatura, la ciència i els serveis socials. Els membres es trien de manera escalonada per un període de 6 anys; cada dos anys se n'escull un terç.
El Consell dels Estats de l'Índia es reuneix en sessions contínuesi, a diferència de la Lok Sabha (Cambra Baixa), no es pot dissoldre. Però les dues cambres poden ser prorrogades pel president del país. La cambra alta té competències en tots els àmbits de la legislació, excepte l'abastiment. En cas de conflicte entre les dues cambres, es poden fer sessions conjuntes. Però, com que la cambra baixa té el doble de membres que l'alta, té més poder. Aquestes sessions conjuntes són molt escasses al llarg de la història del país, només s'ha fet en tres ocasions. L'última fou el 2002 per aprovar la llei de prevenció del terrorisme.
El Vicepresident de l'Índia és d'ofici el president de la Rajya Sabha. El Diputat President, elegit entre els membres de la cambra, la presideix quan el vicepresident del país no hi és. El 13 de maig de 1952 es celebra la primera sessió de la Rajya Sabha.

## Qualificacions
L'article 84 de la Constitució estableix els requisits per a poder ser membre del Parlament. Un membre de la Rajya Sabha ha de:
- Ser ciutadà de l'Índia
- Jurar la Constitució davant una persona autoritzada
- Ser major de 29 anys d'edat
- Ser elegit per l'Assemblea Legislativa dels Estats i Territoris de la Unió Índia tenint en compte una representació proporcional
- Tenir el seu nom inscrit a una llista electoral
- Estar lliure de càrrecs penals
- No estar declarat insolvent i poder cobrir les seves despeses financeres
- No pot tenir cap més càrrec lucrat al Govern de l'Índia.
- No pot estar en estat d'alienació mental.

A banda, la cambra té dotze membres nombrats directament pel President de l'ïndia.

## Limitacions
Com que la Constitució imosa algunes restriccións a la cambra alta, la Lok Sabha és més poderosa.

### Finançament dels projectes de llei
Si la Cambra Baixa aprova els pressupostos o el finançament de qualsevol llei, l'Alta no la pot rebutjar.
Quan la Lok Sabha passa un projecte de llei cap a la Cambra Alta, aquesta només té 14 dies per retornar-la; si no ho fa, queda aprovat directament. A més, si la Lok Sabha refusa qualsevol esmena de la Cambra Alta, el projecte de llei es considera aprovat per les dues.

### Sessions conjuntes de la Rajya Sabha i la Lok Sabha
L'article 108 de la Constitució preveu que hi hagi sessions conjuntes de les dues cambres en certes ocasions. Aquesta pot ser convocada pel President quan una cambra ha refusat un projecte de llei que hagi elaborat l'altre. La Cambra Baixa té més del doble de representants i, per tant, té més poder. La sessió conjunta està presidida pel president de la Lok Sabha.
Hi ha hagut tres sessions conjuntes de les dues cambres: 
- 1961: Llei de prohibició de la Dot de 1958.
- 1978: Derogació de la llei de la Comissió de serveis de la banca de 1977.
- 2002: Llei de prevenció del Terrorisme de 2002.

### Limitació de fer una moció de censura
A diferència de la Cambra Baixa, l'Alta no pot dur a terma una Moció de censura contra el Govern del país.

## Poders
Tot i les seves limitacions, la Rajya Sabha té alguns punts forts i competències exclusives.
A diferència de la Cambra Baixa, la Rajya Sabha no pot ser dissolta pel president del país i té la competència exclusiva d'aprovar la legislació dels estats (per dos terços de majoria).
La Cambra Alta és la que representa els diferents estats. Té els següents poders:
- Pot autoritzar els serveis comuns que s'ofereixen a tant a l'estat central com als diversos estats indis.
- Durant condicions d'emergència, si el President ha imposat una emergència nacional i la Cambra Baixa està dissolta, la Cambra Alta té la capacitat d'aprovar el finançament de l'emergència.
- Poder en matèria econòmica. Quan la Cambra Baixa ha aprovat el pressupost de govern o una altra llei, la Cambra Alta no la pot rebutjar.

## Composició del Parlament
Els escons de la cambra s'assignen en proporció a la població d'habitants de cada estat o territori de la Unió, tenint en compte que els estats menys poblats gaudeixen d'una certa avantatge sobre els més poblats. Tot i això, els territoris més petits de la Unió (Illes Andaman i Nicobar, Lakshadweep, Chandigar, Daman i Diu i Dadra i Nagar Haveli) no hi tenen representació. El president de l'Índia pot nombrar 12 parlamentaris.
Aquest és el nombre de places a la cambra que té cada territori o estat:
| Nom de l'estat o territori         | No. d'escons |
| ---------------------------------- | ------------ |
| Andhra Pradesh                     | 11           |
| Arunachal Pradesh                  | 1            |
| Assam                              | 7            |
| Bihar                              | 16           |
| Chhattisgarh                       | 5            |
| Goa                                | 1            |
| Gujarat                            | 11           |
| Haryana                            | 5            |
| Himachal Pradesh                   | 3            |
| Jammu i Caixhmir                   | 4            |
| Jharkhand                          | 6            |
| Karnataka                          | 12           |
| Kerala                             | 9            |
| Madhya Pradesh                     | 11           |
| Maharashtra                        | 19           |
| Manipur                            | 1            |
| Meghalaya                          | 1            |
| Mizoram                            | 1            |
| Nagaland                           | 1            |
| National Capital Territory (Delhi) | 3            |
| Nombrats pel president             | 12           |
| Odisha                             | 10           |
| Pondicherry                        | 1            |
| Panjab                             | 7            |
| Rajasthan                          | 10           |
| Sikkim                             | 1            |
| Tamil Nadu                         | 18           |
| Telangana                          | 7            |
| Tripura                            | 1            |
| Uttar Pradesh                      | 31           |
| Uttarakhand                        | 3            |
| Bengala Occidental                 | 16           |
| Total                              | 245          |

## Els oficials

### El Cap de la Cambra
A banda del President i el Vicepresident, també hi ha el Cap de la Cambra. És un ministre del gabinet que pot ser el Primer Ministre (si és membre de la Cambra) o algú nombrat per ell. S'asseu al costat de la presidència a primera fila.

### El cap de l'oposició
Exerceix de cap de l'oposició, dels partits que estan fora del govern. Sol ser el cap del partit més nombrós de l'oposició.

## Secretaria
Les funcions i atribucions de la Secretaria de la Rajya Sabha s'estableix en l'article 98 de la Constitució. Està sota la supervisió del President de la Cambra.
Les principals funcions de la secretaria són:
- Prestació d'assistència i recolzament als seus membres pel funcionament efectiu de la Rajya Sabha.
- Manteniment i organització de les Comissions Parlamentàries.
- Preparació de la investigació i material de referència i editar les publicacions.
- Contractació i atenció del personal de la Cambra.
- Publicar un registre de les actuacions de la Cambra i publicar-lo.

## Mitjans de comunicació
La Rajya Sabha té el canal de televisió Rajya Sabha (RSTV). La seva funció és proporcionar una cobertura en profunditat dels assumptes parlamentaris. A banda de projectar en directe les sessions de la cambra, té programes que les analitzen i que segueixen l'activitat parlamentària.